# Тарасовка (Луганская область)
Тара́совка (укр. Тарасівка) — село, относится к Троицкому району Луганской области Украины.
Население по переписи 2001 года составляло 848 человек. Почтовый индекс — 92144. Телефонный код — 6456. Занимает площадь 57,8 км². Код КОАТУУ — 4425486501.

## Местный совет
92144, Луганская обл., Троицкий р-н, с. Тарасовка, ул. Молодежная, 23